# Music Corporation of America
Pour les articles homonymes, voir MCA.
MCA (Music Corporation of America) est une entreprise américaine spécialisée dans l'industrie musicale et la télévision, active entre 1924 et 2004. Elle est fondée en 1924 à Chicago par Jules Stein. Elle est rachetée dans les années 1990 par Matsushita, puis Seagram, et en 2000 par Vivendi. Ses activités sont réparties entre Universal Music Group pour la musique, et NBCUniversal pour la télévision et le cinéma.

## Histoire

### Débuts et premières décennies
La Music Corporation of America est à l'origine une agence artistique, puis produisit des émissions de télévision dans les années 1950. C'est alors une filiale de Columbia Broadcasting System mais au début des années 1940 la Federal Communications Commission interdit aux réseaux radiophoniques de détenir de telles agences. En 1943, MCA fonde Revue Productions pour produire des émissions de radio. En 1950, Revue Productions devient la filiale de MCA qui produits des émissions de télévision.
En 1962, MCA fait son entrée sur le marché du disque en rachetant la branche américaine de Decca Records, propriétaire du studio de cinéma Universal Pictures, ainsi que des labels Coral Records et Brunswick Records. En 1964, MCA fusionne Revue Productions avec l'activité télévision de Universal Pictures dans une entité nommée initialement Universal City Studios, puis Universal Television à partir de 1966.
Le label MCA Records est créé en 1967, à l'origine pour distribuer en dehors des États-Unis les copies des labels appartenant à MCA. En 1971, la distribution américaine des labels Decca Records, Uni Records (créé en 1966), et Kapp Records (racheté en 1967) est rebaptisée MCA Records. Par la suite, MCA fait l'acquisition de ABC Records en 1979, de Chess Records en 1985, puis de Geffen Records et GRP Records en 1990. En février 1979, ABC revend ABC Records à MCA pour 20 millions d'USD et le 5 mars 1979, le label disparaît quand les 300 employés sont licenciés. MCA, via sa filiale MCA DiscoVision, participe à la fin des années 1970 au lancement du Laserdisc.

### Autres acquisitions
MCA acquiert également d'autres actifs en dehors de l'industrie musicale. En 1981, il devient actionnaire de USA Network, dont il finit par détenir 50 % (l'autre moitié étant détenue par Paramount). En 1982, sa division d'édition, G. P. Putnam's Sons, rachète Grosset and Dunlap à Filmways. En 1984, MCA acquiert Walter Lantz Productions et ses personnages, y compris Woody Woodpecker. En 1985, MCA acquiert la société de jouets et de jeux vidéo LJN, ainsi qu'une chaîne de télévision à New York, WWOR-TV (rebaptisée WOR-TV), en 1987, à RKO General, filiale de GenCorp, qui était au cœur d'un scandale lié à l'octroi de licences.
En 1982, MCA décide de lancer son unité de jeux vidéo, MCA Video Games, dirigée par des techniciens de l'unité MCA DiscoVision. En 1983, MCA Videogames, la division jeux vidéo de MCA, et le développeur/éditeur de jeux vidéo Atari Inc. concluent un partenariat pour lancer Studio Games, une entreprise commune qui développerait des jeux vidéo basés sur les propriétés cinématographiques et télévisuelles de MCA, notamment celles de sa société sœur de l'époque, Universal Pictures, et décident de leur donner accès à toutes les propriétés cinématographiques et télévisuelles provenant de l'unité.
En 1990, MCA engage Jeff Segal, un cadre de Hanna-Barbera, pour lancer sa branche MCA Family Entertainment (alias Universal Family Entertainment) et fait des Universal Cartoon Studios sa filiale,.
Le groupe MCA/Universal Pictures est à son tour racheté en 1991 par le groupe d'électronique grand public Matsushita Electric. Universal Pictures est alors rebaptisé Universal Studios.

### Dernières activités et disparition
En 1995, Matsushita revend 80 % de MCA/Universal Studios au canadien Seagram. En 1996, celui-ci divisa le groupe en deux filales distinctes : Universal Studios pour les films et la télévision, et Universal Music Group pour la musique,. Après l'acquisition du groupe PolyGram en 1998, toute l'activité musique de MCA (MCA Music Entertainment Group) fusionna au sein d'UMG avec PolyGram.
En 2000, en fusionnant avec Seagram, le groupe français Vivendi SA acquit Universal Studios et Universal Music, et forme le nouveau groupe Vivendi Universal. Jay Boberg, président de MCA, présenta sa démission en 2003 et MCA Records est restructuré par Universal Music et absorbé par Geffen Records. En 2004, Vivendi Universal, en proie à de graves problèmes financiers, cède Vivendi Universal Entertainment (comprenant Universal Studios) à la General Electric qui l'intégra au sein du nouveau groupe de médias NBC Universal (possédé à 20 % par Vivendi Universal). Universal Music par contre, est détenu à 100 % par Vivendi Universal depuis février 2006, à la suite du rachat des 20 % que détenait encore Matsushita.

## Groupes et artistes
- Bobby Brown
- Guy
- Heavy D. and the Boyz
- Elton John
- Four Tops (ABC)
- The Mamas and The Papas (Dunhill)
- Steely Dan
- Three Dog Night (Dunhill)
- Tom Petty & The Heart Breakers
- Ralph Tresvant
- Jody Watley
- Lynyrd Skynyrd
- Lunatic Calm